# Geodena conifera
Geodena conifera là một loài bướm đêm trong họ Geometridae.